# Haka Chin jezik
Haka Chin jezik (ISO 639-3: cnh; baungshe, haka, hakha, lai), jezik centralne kuki-činske podskupine jezika, tibetsko-burmanska porodica, kojim govori preko 131 000 ljudi, i to poglavito u Burmi 100 000 (1991 UBS); 30 000 u Indiji, države Mizoram (distrikt Chhimtuipui, 41 selo, i distrkt Aizawl), Assam i Meghalaya. U Bangladešu ga govori 1 260 ljudi (2000).
Postoje 3 dijalekta od kojih je shonshe možda poseban jezik, ostala dva su klangklang (thlantlang) i zokhua. Etnička grupa poznata je kao Lai ili Pawi; u Indiji sebe nazivaju Lai.
1. ↑  Ethnologue (16th)

## Vanjske poveznice
- Ethnologue (14th)
- Ethnologue (15th)